# Almanac del pobre Richard

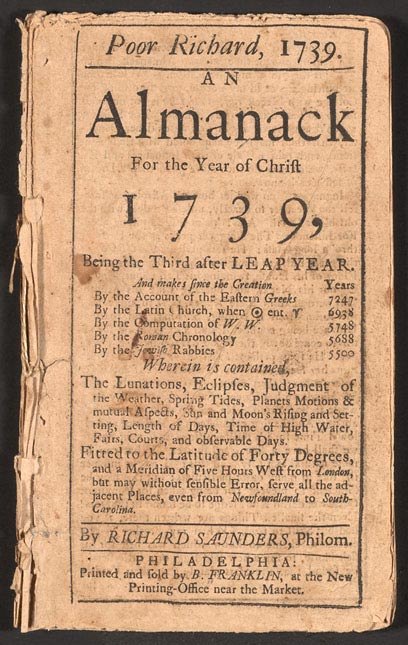
Edició de 1739 de l'Almanac del pobre Richard

L'Almanac del pobre Richard (en anglès, Poor Richard's Almanack, escrit de vegades com a Almanac) fou un almanac anual publicat per Benjamin Franklin sota el pseudònim de "Poor Richard" ("el pobre Richard") o "Richard Saunders". Es va publicar entre els anys 1732 i 1758. Va ser un èxit de vendes per un pamflet publicat a les colònies americanes; s'arribava a les 10000 impressions per any.
Franklin, l'inventor, estadista i editor americà, va aconseguir molt èxit amb l'Almanac del pobre Richard. Els almanacs eren llibres molt populars durant l'era colonial americana, ja que oferien una barreja de prediccions meteorològiques, consells sobre la cura de la casa, trencaclosques i altres diversions. L'Almanac del pobre Richard també era popular pel seu ús de jocs de paraules, i algunes de les frases encunyades en l'obra perduren a l'anglès vulgar.

## Contingut
L'almanac contenia el calendari, el temps, poemes, dites i informació astronòmica i astrològica típica d'un almanac de l'època. Franklin també hi va incloure algun exercici matemàtic, i l'almanac de 1750 inclou un exemple primerenc de demografia. Es coneix principalment, però, per ser un respoitori dels aforismes i proverbis de Franklin, molts dels quals es troben a l'anglès americà. Aquestes màximes aconsellen l'estalvi i la cortesia, amb tocs de cinisme.
En els espais entre els dies importants, Franklin inclogué proverbis sobre la indústria i la frugalitat. Algunes d'aquestes dites eren d'un escriptor anterior, Lord Halifax, del qual molts aforismes provenien d'un "escepticisme bàsic dirigit contra els motius de la gent, les maneres i l'edat." El 1757, Franklin va fer una selecció d'aquestes i les va prefixar a l'almanac com un discrus d'un ancià a la gent que assistia a una subhasta. Això es va publicar posteriorment a The Way to Wealth, i va ser popular tant a Amèrica com a Anglaterra.